# Anders Bergstrand (inredningsarkitekt)
Karl Anders Bergstrand, född 3 oktober 1925 i Dala-Husby, Kopparbergs län, död 20 mars 2001, var en svensk inredningsarkitekt.
Bergstrand, som var son till Carl-Arthur Bergstrand och Ester Samuelsson, utexaminerades från Högre Konstindustriella Skolan 1950. Han var anställd hos inredningsarkitekt Erik Ullrich 1950 samt som inredningsarkitekt och formgivare på AB Nordiska Kompaniets inredningsavdelning från 1951. Han företog studieresor till ett flertal länder i Europa och deltog i utställningar på Röhsska konstslöjdmuseet i Göteborg 1952 och Nationalmuseum 1957.